# Аргайл: Супершпион
«Аргайл: Супершпион» (англ. Argylle) — художественный фильм режиссёра Мэттью Вона. В главных ролях Генри Кавилл, Сэм Рокуэлл, Брайс Даллас Ховард и Брайан Крэнстон. Разворачивается в той же вымышленной вселенной, что и фильмы серии «Kingsman», основанной на комиксах Marvel и Image, фактически являясь её спин-оффом. Кинопремьера состоялась 2 февраля 2024 года, после чего фильм вышел на Apple TV+. Саундтрек фильма включает последнюю песню The Beatles — «Now and Then».
В фильме Ховард играет Элли Конвей, писательницу романов о шпионах. Она сама оказывается скрытым агентом ЦРУ со стёртой памятью, по имени Рэйчел Кайл, а её книги — подавленными воспоминаними о её шпионском прошлом. Но стоит только ей прервать творчество, как тайная организация «Подразделение», на которую Элли раньше работала, пытается отомстить ей. Одержав победу, Конвей завершает очередную книгу-бестселлер. Несмотря на то, что персонаж Обри Аргайл является отражением её самой в вымышленном мире её книг, настоящий агент Аргайл знакомится с Элли во время презентации последней книги из серии книг «Аргайл» (и вымышленного, и реального агента сыграл Генри Кавилл). Также выясняется, что Аргайл также является членом «Кингсмана», что объединяет эти две франшизы в одну вселенную.

## Сюжет
Элли Конвей, автор шпионских романов об Обри Аргайле, ставших бестселлерами, сама oказывается шпионом мирового класса, страдающим амнезией. Пять лет она ведёт затворнический образ жизни, полностью сосредоточившись на работе и создавая свои романы в уединённом домике у озера в США, но сталкивается с творческим кризисом после окончания пятого романа и решает навестить родителей. Во время поездки на поезде Элли оказывается спасённой от засады настоящим шпионом, Эйденом Уайлдом, который объясняет, что её романы предсказывают будущее членов реальной преступной организации «Подразделение», и теперь Элли — их главная цель. Эйден едет с Элли в Англию, надеясь, что её воспоминания подскажут, как остановить «Подразделение».
В Лондоне оба ищут «Главный ключ», который помог бы разоблачить «Подразделение». В то же время, Элли встречается своими родителями, подозревая, что Эйден хочет убить её, и надеясь на их помощь. По прибытии родителей Элли Эйден рассказывает, что они тоже агенты Подразделения, из-за чего ему и Элли приходится отбиваться от них и бежать.
Бывший заместитель директора ЦРУ Альфред «Алфи» Соломон сообщает сбежавшей во Францию Элли с Эйденом, что Аргайл не вполне вымышленный персонаж: Элли — и есть агент, её настоящее имя Рэйчел Кайл («Аргайл», по-видимому, происходит от «Р. Кайл»). «Подразделение» поймало её и стёрло память пятью годами ранее, заставив поверить, что доктор Маргарет Фогелер и директор Риттер — её родители. Элли вложила свои подавленные воспоминания в искажённой форме в свои романы: Эйден появляется там как агент Уайатт, а Алфи предстаёт в образе кота. В последнем романе об Аргайле Рэйчел собиралась раскрыть миру местонахождение Мастер-ключа.
За ним Эйден и Рэйчел отправляются на Аравийский полуостров, успешно забирают его, но попадают в ловушку «Подразделения», которое доставляет их на свою базу. Риттер раскрывает Рэйчел, что последняя была двойным агентом и одним из самых преданных агентов «Подразделения», после чего она начинает допрос Эйдена и впоследствии стреляет в него. Она также выходит на связь с Алфи и показывает, что отправила ему Мастер-ключ, предав «Подразделение». Эйден, как выяснилось, был застрелен не насмерть, поэтому он воссоединяется с Рэйчел, и они вдвоём прорываются на свободу. Риттер прерывает передачу Мастер-ключа Алфи, но получает смертельное ранение, когда кот Рэйчел выцарапывает ему глаза.
Эйден и Рэйчел выбегают наружу из базы «Подразделения», представляющей собой танкер, чтобы использовать спутниковую связь для отправки Мастер-ключа. Рут использует ментальный код-внушение, чтобы заставить свою «дочь» атаковать Эйдена, тем временем  саму Рут убивает Кира, бывший агент ЦРУ. Кира когда-то была соратницей Рэйчел и Эйдена, и считалась погибшей во время миссии с Рэйчел; эти события, включая Киру в качестве копии себя, тоже воспроизвела в романах Элли. Алфи наконец принимает передачу Мастер-ключа, а Эйден взрывает базу «Подразделения» на нефтяном танкере.
Возобновив свою карьеру, Рэйчел публикует свой последний роман серии «Аргайл». Во время презентации романа реальный агент Аргайл рассекречивает себя, удивив и смутив писательницу. В сцене после титров, действие которой происходит за двадцать лет до событий фильма, показана молодость Аргайла — в то время агента «Kingsman», это даёт основание заключить, что первый роман основан на его жизни.

## В ролях
- Генри Кавилл — Аргайл
- Сэм Рокуэлл — Эйден
- Брайс Даллас Ховард — Элли Конвей / Рэйчел Кайл
- Брайан Крэнстон — Риттер
- Кэтрин О’Хара — мать Элли
- Джон Сина — Уайатт
- Сэмюэл Л. Джексон — Альфред Соломон /Алфи
- Дуа Липа — Лагранж
- Ариана Дебос — Кира
- Ричард Э. Грант — директор Фаулер
- София Бутелла — Саба Аль-Бадр

В фильме также в эпизодических ролях появляются: Роб Дилейни в роли заместителя директора Пауэлла, Цзин Луси в роли Ли На, возлюбленной Аргайла, и Томас Паредес в роли Карлоса, полевого агента «Подразделения». Ричарду Гранту досталась эпизодическая роль Фаулера, директора шпионской организации Аргайла, прототипом которой послужил Риттер, в романах об Аргайле; в то же время Бен Дэниелс появляется как бармен/шпион в «Arms» в «The King's Man».

## Производство и премьера
В июне 2021 года стало известно, что Мэттью Вон выступит режиссёром и продюсером фильма Аргайл для Marv Films. В июле 2021 года Джейсон Фукс был выбран в качестве сценариста. В маркетинговых целях первое время фильм выдавали за экранизацию книги «реальной» Элли Конвей. Но вскоре журналисты выяснили, что Элли не существует, она лишь персонаж фильма. В день премьеры создатели объявили, что двумя авторами, Тэмми Коэн и Терри Хейсом, сценарий адаптирован для книги, выпущенной под псевдонимом «Элли Конвей».
В июле того же года было объявлено, что Генри Кавилл, Сэм Рокуэлл, Брайс Даллас Ховард, Брайан Крэнстон, Кэтрин О’Хара, Джон Сина и Сэмюэл Л. Джексон вошли в актёрский состав. Британская певица Дуа Липа, как сообщалось, должна была не только исполнить роль в фильме, а также написать к нему заглавную песню (впоследствии это не оправдалось). В августе права на распространение фильма были проданы Apple TV + за 200 миллионов долларов. В сентябре к актёрскому составу присоединилась Ариана Дебос.
Когда Apple TV+ купили права на фильм за 200 миллионов долларов, некоторые издания по ошибке приняли эту сумму за бюджет фильма, но Мэттью Вон заявил, что это не так, и фильм стоил значительно меньше: «Я не представляю, как потратить 200 миллионов на фильм, если не делать 5 часов компьютерной графики. Я не тратил столько».
Съёмки начались в Лондоне в августе 2021 года и пройдут в разных местах Европы. Оператором фильма стал Джордж Ричмонд. Для съёмок фильма были использованы студии в Гринфорде, Парк-Роял и Бовингдоне. Натурные съёмки прошли в Греции и США.
В интервью The Hollywood Reporter Мэттью Вон в шутку назвал пандемию COVID-19 причиной, по которой он смог поработать со звёздным актёрским составом. Он описал фильм как оду боевикам 1980-х годов, таким как «Крепкий орешек» и «Смертельное оружие». Когда его спросили о выборе Кавилла, он говорит: «Мне нужен был человек, который был рождён, чтобы играть Бонда — а Генри именно такой. Он играет неподражаемого героя боевиков. Это очень отличается от Kingsman».
В кинотеатрах фильм вышел 2 февраля 2024 года, а на Apple TV+ дебютировал 12 апреля 2024.

## Саундтрек
«Argylle (Soundtrack from the Apple Original Film)» — это официальный альбом-саундтрек к фильму. В него вошли 28 треков, в том числе две песни, написанные специально для фильма — «Electric Energy» в исполнении Арианы Дебос, Боя Джорджа и Найла Роджерса и «Get Up and Start Again» в исполнении Дебос, — а также инструментальные композиции к фильму, написанные Лорном Балфом. Указанные оригинальные песни были выпущены на сингле 26 января 2024 года, а целиком саундтрек был выпущен 2 февраля 2024 года (на лейблах «Platoon» и «Marv Music»).

### Создание
Прежде, чем стать утверждённым композитором фильма, Балф познакомился с Мэттью Воном в конце 2020 года, и оказалось, что они обладают схожими вкусами в музыке (особенно любят музыку 1980-х годов, т.е. и стилистика фильма, и его саундтрек навеяны этим десятилетием). Ввиду этого обстоятельства и ввиду музыкальной одарённости Вона написание музыки было проделано режиссёром и композитором совместно:

Что в «Argylle» стало для вас отправной точкой?
Я начал писать с Мэтью три с половиной года назад. Он очень музыкален, поэтому мы писали темы вместе. У него есть пианино. Он умеет играть. И мы оба большие поклонники музыки 80-х. У нас необычайно похожие вкусы в музыке, поэтому мы пишем вместе.
Оригинальный текст (англ.)What was the starting point for you on “Argylle”?

I started writing with Matthew three and a half years ago. He’s very musical so we wrote the themes together. He’s got a piano. He can play. And we’re both big fans of 80s music. We’ve got extraordinarily similar tastes in music, so we write together.
— Лорн Балф, интервью «Variety» (2024)
Балф подтвердил эту информацию и в другом интервью: «Мы начали говорить о фильме, а затем мы фактически начали писать музыку к фильму вместе… он также очень хороший музыкант».
Готовая партитура была записана на «Abbey Road Studios» в Лондоне в конце 2022 года и завершена до выхода фильма.
В интервью композитор уточнил, что тогда, в 2020-м, они встретились там же, на студии «Abbey Road» в Лондоне. Место их встречи не только совпало с местом записи музыки к фильму, но и связано с содержанием музыки. Как известно, эта студия была основной студией звукозаписи для «The Beatles» все те годы, когда они записывались вместе (1962—1970), и при записи саундтрека к новому фильму произошло удачное получение прав на битловскую же песню, причём ранее не издававшуюся.

### Now and Then
В фильме был использован сингл The Beatles «Now and Then». Впервые песня звучит, когда Элли Конвей возвращается домой и садится писать следующую главу книги об Аргайле. Позже выясняется, что этот трек — любовная песня, связующая Элли и Эйдена, поэтому она звучит несколько раз за фильм. Оркестровую аранжировку песни также можно услышать во время решающей битвы на палубе.
Песня, написанная и записанная вчерне Джоном Ленноном в 1977 году, осталась незавершённой после его гибели в 1980 году, и, после неудачных попыток остальных участников «The Beatles» её завершить в 90-е, была отложена до 2022 года. В конце концов, песня была выпущена в ноябре 2023 года с использованием архивных треков Джона Леннона и Джорджа Харрисона, а также новых записей Пола Маккартни и Ринго Старра. Балф получил доступ к этой композиции больше, чем за год до её выпуска, но сохранил в тайне сведения о ней вплоть до её выпуска; доступ к ней положил начало работе как над самим фильмом, так и над саундтреком. Аналогично, и Вону пришлось молчать о появлении новой версии последней песни «Великолепной четвёрки»:

Чёрт возьми, как тяжело жить с ней целый год и не говорить о ней ни с кем! Мне не разрешалось говорить о ней вовсе. С меня взяли слово, что я о ней никому не расскажу. Так что, на самом деле, очень приятно наконец высказаться!
— Мэттью Вон, интервью подкасту Кайла Мередита, «Consequence» (2024)
Балф рассказал «People»: «Тот факт, что мы работали с песней Beatles до того, как кто-либо узнал о её существовании, был невероятным опытом. Она была у нас около года и помогла внести свой вклад во всю историю». На самом же деле существование песни было известно многим, но широкой публике была доступна только низкокачественная демо-версия 1977 года, а Балфу — версия, отреставрированная аудио-технологией Питера Джексона.
Получение прав на эту песню, как считает Балф, было «удивительным совпадением»: «По счастливой случайности, Джайлз Мартин, который является продюсером песни, — школьный друг Мэттью». В некоторых источниках ошибочно указывается, что Мартин был музыкальным продюсером и песни, и фильма «Аргайл».
Мало того, что Джайлз — опытный звукорежиссёр и обладатель ближайшего доступа к архиву «Ливерпульской четвёрки» — был открыт для диалога по старой дружбе, он, к тому же, сам проявил участие, подсказав конкретную песню. Лорн Балф: «Мэттью беспрестанно искал песню, которая могла бы стать триггером для персонажа Элли… что-то, что было бы отражением её жизни. И это было просто удивительное совпадение, что в то же время Джайлз работал над этой песней и предложил её нам».

Более полутора лет назад я был с ним и сказал: «Я изо всех сил пытаюсь найти то, что я называю романтической песней для фильма, потому что мне нужно, чтобы она была грустной, но вселяющей надежду… И он сказал: «Хочешь послушать новую песню Beatles?» А у Джайлза чертовски хорошее чувство юмора, так что я подумал: «Да, да. Как хочешь». А он ответил: «Нет, я говорю совершенно серьезно». Он сыграл мне ее, и было такое ощущение, будто Леннон посмотрел фильм… Мы просто вставили ее в фильм, и нам не пришлось ничего редактировать — она просто вписалась в картину И Боже мой! Идея, что мне довелось поработать с последней песней Beatles… Какая честь! Иначе это не описать. Привилегия. Но, чёрт возьми, как тяжело жить с ней целый год и не говорить о ней ни с кем! Мне не разрешалось говорить о ней вовсе! Понимаешь, с меня взяли слово, что я о ней никому не расскажу. Так что, на самом деле, очень приятно наконец высказаться!»
Оригинальный текст (англ.)“Over a year and a half ago, I was with him and I said, ‘I’m really struggling to find what I call the romantic song of the movie, ’cause I need it to be sad, but hopeful…,'” Vaughn recalls. “And he said, ‘Do you want to hear a new Beatles song?’ And Giles has got a hell of a sense of humor, so I was like, ‘Yeah, yeah. Whatever.’ And he goes, ‘No, I’m being deadly serious.’ He played it to me, and it was as if Lennon had seen the film… We just slapped it on the movie, and we didn’t have to edit anything — it just fitted the picture.”
— Мэттью Вон, интервью подкасту Кайла Мередита, «Consequence» (2024)
Композитор же описал песню как «ностальгическую», «напоминающую о любви и прошлом и прекрасно соответствующую пути Элли»: «Это так хорошо сработало, что текст очень ностальгический: он вызывает очень живые воспоминания о любви и прошлом, и это просто прекрасно вписывалось в путь Элли. Звёзды сошлись». В интервью он также сказал:

«The Beatles» никогда не были частью моей жизни, и вдруг появляется «Now and Then», которая становится Священным Граалем. Каждый раз, когда Элли пишет, эта песня вертится у неё в голове… Это была самая уникальная песня, с которой мне когда-либо приходилось работать… Когда мы записывали её [с оркестром и хором], мы не использовали название. Я не знал, как она называется, когда услышал ее. Я думаю, для многих людей очень много значило, что это была последняя песня [The Beatles]. Поэтому возможность иметь оркестр, написать партии и вставить их в фильм — это была честь.
Оригинальный текст (англ.)The Beatles were never part of my life and all of a sudden, “Now and Then” appears, where it’s the Holy Grail. Every time Elly is writing, that song triggers her all the time. We had that about a year and a half before it got released.

Matthew had been looking for a song that was Elly’s trigger. He wanted a song that was part of her history. And it was as if the stars aligned at the right time. Giles Martin  was speaking to Matthew and said, “I’ve discovered this song and I’ve been working on it” and it just clicked. It was the most unique song I’ve ever got to work with.

<…> When we were recording it [with an orchestra and choir] we didn’t use the title. I didn’t know what it was when I heard it. I think it meant a lot to many people that this was the last [Beatles] song. So being able to have an orchestra and write cues and put it into the movie was, I think, now when you process it, it was an honor because it’s not something you [usually] get to do.
— Лорн Балф, интервью «Variety» (2024)
Хотя, по фильму, песня выпущена в прошлом, зрителям, посмотревшим фильм в феврале 2024 года, было трудно в это поверить. Нестыковка в том, что, если бы, как утверждается в фильме, «пять лет назад» эта песня была песней отношений Эйдена и Элли, то действие фильма должно было бы происходить не раньше 2028 года. Но сюжет «Аргайла» явно происходит в наши дни; об этом отчётливо говорят продакт-плейсменты «Apple».

### Прочее
Музыка Балфа на протяжении всего сценария перемежается с лицензированным воспроизведением чужих хитов (в английском языке такие использования музыки называются нидлдропами, англ. needledrop), которые были отобраны Воном. Балф описал это как «приятный» процесс, поскольку фильмография Вона славится нидлдропами, заложенными в сценарии. Звукорежиссёры «Аргайла» Иэн Нил и Дэнни Уэринг отобрали около 40 [чужих] песен. Песня Ли Гарретта «You're My Everything» звучит в танце Аргайла и Лагранж в начале картины. Песня «Snow Patrol» «Run» в исполнении Леоны Льюис звучит во время драки между Конвей и Эйденом. Изначально Балф хотел перезаписать песню с Льюис, но передумал ввиду прошлой неудачной попытки перезаписи «Danger Zone» для «Топ Ган: Мэверик» (2022).
| №                   | Название                          | Исполнитель                           | Длительность |
| ------------------- | --------------------------------- | ------------------------------------- | ------------ |
| 1.                  | «Mini Moke Mayhem»                |                                       | 2:20         |
| 2.                  | «Serve the Same Master»           |                                       | 4:08         |
| 3.                  | «Argylle In Hong Kong»            |                                       | 1:50         |
| 4.                  | «This Seat Is Taken»              |                                       | 1:40         |
| 5.                  | «Enjoy the Ride»                  |                                       | 1:30         |
| 6.                  | «The Division Theme»              |                                       | 2:38         |
| 7.                  | «Aiden & Elly»                    |                                       | 2:46         |
| 8.                  | «Electric Energy»                 | Ariana DeBose Boy George Nile Rodgers | 3:16         |
| 9.                  | «Spoon Spy»                       |                                       | 1:57         |
| 10.                 | «The Spy Who Scratched Me»        |                                       | 2:47         |
| 11.                 | «Argylle in the Mirror»           |                                       | 2:40         |
| 12.                 | «Elly's Writing Theme»            |                                       | 2:59         |
| 13.                 | «Parental Misguidance»            |                                       | 1:39         |
| 14.                 | «Do You Think I'm Ok?»            |                                       | 3:42         |
| 15.                 | «Alfie»                           |                                       | 5:09         |
| 16.                 | «Rachel's Story»                  |                                       | 5:29         |
| 17.                 | «Al-Badr Palace»                  |                                       | 3:21         |
| 18.                 | «Double Crosser»                  |                                       | 2:07         |
| 19.                 | «Furocious»                       |                                       | 2:30         |
| 20.                 | «Mama's Gotta Go to Work»         |                                       | 2:29         |
| 21.                 | «Careless Whisker»                |                                       | 0:30         |
| 22.                 | «Satelite Signals»                |                                       | 2:50         |
| 23.                 | «You Missed»                      |                                       | 1:53         |
| 24.                 | «Concluding the Argylle Saga»     |                                       | 1:44         |
| 25.                 | «Yellow Shirt»                    |                                       | 1:30         |
| 26.                 | «Argylle's Theme»                 |                                       | 3:25         |
| 27.                 | «Now and Then (Argylle Symphony)» | Lorne Balfe Adam Price                | 3:55         |
| 28.                 | «Get Up and Start Again»          | DeBose                                | 3:26         |
| Общая длительность: | Общая длительность:               | Общая длительность:                   | 76:10        |

### Релиз
Саундтрек «Аргайла» был анонсирован 24 января 2024 года и включал 28 треков. Песня «Electric Energy» в исполнении Арианы Дебос, Боя Джорджа и Нила Роджерса и клип на неё с участием актёров, исполнивших главные роли в картине, были выпущены два дня спустя. Саундтрек был выпущен 2 февраля 2024 года вместе с фильмом. Он был распространён приобретенной «Apple» платформой музыкальной дистрибуции и A&R «Platoon» вместе с музыкальным подразделением «Marv Studios» — «Marv Music».

### Критика
«Filmtracks.com» хвалит аранжировку главной заглавной темы, однако добавляет, что «остальной части не хватает связного чувства «стильного шика», чтобы быть успешным пародийным саундтреком, и в то же время она не достигает достаточной крутости, чтобы её воспринимали всерьёз. Изданием «Zanobard Reviews» саундтрек описан как «бесконечно весёлый»; «то, как этот изысканный мотив затем переплетается с безупречным наслаждением через громоподобные взлёты и искренние падения, делает этот саундтрек заслуживающим прослушивания». Антон Смит из «Soundtrack World» описал его как «выдающуюся музыку Лорна Балфа для очень интересного фильма». Музыкальный критик Джонатан Брокстон пишет: «Argylle действительно является идеальным примером того, каким может быть хороший, превосходный современный саундтрек к боевику. Он использует большие оркестровые и хоровые силы, смешанные с соответствующим количеством электронных улучшений, ценит знакомые приёмы саундтрека шпионских фильмов, не будучи их рабом, содержит по крайней мере три запоминающиеся повторяющиеся тематические идеи и вовлекает в некоторую творческую, движущую, захватывающую музыку к боевику, которая использует элементы одной или нескольких из этих тем различными интересными способами. Пит Хэммонд из «Deadline Hollywood» описал музыкальный ряд как «потрясающий и атмосферный». Джонни Олексински из «New York Post» музыкальное сопровождение фильма, однако ж, было раскритиковано как «банальная музыкальная партитура, которая никогда не звучит тихо».

### Комментарии
1. ↑  [youtube /7dpL0UZz9OM?t=700 Kyle Meredith with... Matthew Vaughn (Argylle)] (амер. англ.) (2 февраля 2024). Дата обращения: 6 октября 2024.
2. ↑  [youtube /7dpL0UZz9OM?t=700 Kyle Meredith with... Matthew Vaughn (Argylle)] (амер. англ.) (2 февраля 2024). Дата обращения: 6 октября 2024.
3. ↑  Определение: Needledrop — лицензирование уже существующей записи, обычно коммерческого трека или популярной песни, для использования в визуальном медиа-контексте, таком как фильм, телешоу, реклама или видеоигра. Термин происходит от действия, когда игла опускается на виниловую пластинку для воспроизведения музыки[40]
4. ↑  Filmtracks — это современный сайт с обзорами саундтреков к фильмам, созданный и поддерживаемый его единственным рецензентом Кристианом Клемменсеном. С момента запуска Filmtracks в 1996 году сайт рассмотрел около 2000 саундтреков, датированных 1954 годом и более, но основное внимание сайт уделяет написанным после 1975 года

1. ↑  Argylle Cast & Synopsis. Argylle - Official Website. Дата обращения: 29 сентября 2023. Архивировано 26 сентября 2023 года.
2. ↑  Brueggemann, Tom. Apple's 'Argylle' Had No Competition and Was a Box-Office Flop: What Does It Take to Get a $100 Million Weekend? (англ.). IndieWire (4 февраля 2024). Дата обращения: 24 мая 2024. Архивировано 20 февраля 2024 года.
3. ↑  Rubin, Rebecca. Box Office: ‘Bob Marley’ Biopic Beats Expectations With $52 Million Holiday Debut, ‘Madame Web’ Collapses (англ.). Variety (18 февраля 2024). Дата обращения: 29 мая 2024. Архивировано 7 марта 2024 года.
4. ↑  D'Alessandro, Anthony. Apple Original Films’ ‘Argylle’ Hopes To Tee Up February Box Office – Preview (англ.). Deadline (30 января 2024). Дата обращения: 29 мая 2024. Архивировано 3 марта 2024 года.
5. ↑  McClintock, Pamela. Box Office: Matthew Vaughn and Apple’s Big-Budget ‘Argylle’ Bombs With $18M U.S. Debut (англ.). The Hollywood Reporter (4 февраля 2024). Дата обращения: 29 мая 2024. Архивировано 7 марта 2024 года.
6. 1 2  Argylle (2024) - Financial Information (англ.). The Numbers. Дата обращения: 24 мая 2024. Архивировано 9 апреля 2024 года.
7. ↑  Argylle (англ.). Box Office Mojo. Дата обращения: 24 мая 2024. Архивировано 15 мая 2024 года.
8. ↑  Northrup, Ryan. Kingsman Spy Movie Universe Could Include Argylle & Mysterious Third Franchise. Screen Rant (19 октября 2023). Дата обращения: 15 февраля 2024. Архивировано 19 октября 2023 года.
9. ↑  Ford, Lucy. Unpacking that deranged, universe-expanding Argylle post-credits scene. GQ (1 февраля 2024). Дата обращения: 15 февраля 2024. Архивировано 1 февраля 2024 года.
10. ↑  Weintraub, Steve. Matthew Vaughn Explains 'Argylle's Ending and Updates Us on 'Kick-Ass', 'Kingsman', and More [Exclusive]. Collider (9 февраля 2024). Дата обращения: 15 февраля 2024. Архивировано 11 февраля 2024 года.
11. ↑  Yossman, K. J. Композитору «Аргайла» Лорну Балфу пришлось полтора года хранить в тайне существование «Now and Then» Битлз: «Это Святой Грааль» (амер. англ.). Variety (3 февраля 2024). Дата обращения: 29 сентября 2024. Архивировано 4 февраля 2024 года.
12. ↑  Ritman, Alex (2021-11-03). Rob Delaney Joins Matthew Vaughn's All-Star Spy Thriller Argylle (Exclusive). The Hollywood Reporter. Архивировано 2021-11-03. Дата обращения: 2021-11-03. {{cite magazine}}: |archive-date= / |archive-url= несоответствие временной метки; предлагается 3 ноября 2021 (справка)
13. ↑  Kroll, Justin. Sophie Okonedo, Matthias Schweighöfer, Jing Lusi And Paul Ready Round Out Cast Heart Of Stone Starring Gal Gadot For Netflix & Skydance. Deadline Hollywood (8 марта 2022). Дата обращения: 15 сентября 2022. Архивировано 31 мая 2022 года.
14. ↑  Sargeant, Rebecca. All 9 Argylle Fight Scenes & Action Sequences, Ranked. Screen Rant (15 апреля 2024). Дата обращения: 28 апреля 2024. Архивировано 18 апреля 2024 года.
15. ↑  Busch, Caitlin. Does Argylle Have a Post-Credit Scene? NBC News (1 февраля 2024). Дата обращения: 2 февраля 2024. Архивировано 2 февраля 2024 года.
16. 1 2  Marc, Christopher. Exclusive: Director Matthew Vaughn's Next Film Will Be 'Argyle' For Marv Films (англ.). The Ronin (1 июня 2021). Дата обращения: 9 июля 2021. Архивировано 9 июля 2021 года.
17. ↑  'Argylle': Who Is Elly Conway, the Author of the Book? Дата обращения: 10 февраля 2024. Архивировано 13 февраля 2024 года.
18. ↑  Wiseman, Andreas. Henry Cavill, Sam Rockwell, Bryce Dallas Howard, Bryan Cranston, Dua Lipa, Samuel L. Jackson, John Cena, Catherine O'Hara Set For New Matthew Vaughn Spy Franchise 'Argylle' (англ.). Deadline Hollywood (8 июля 2021). Дата обращения: 9 июля 2021. Архивировано 9 июля 2021 года.
19. ↑  Dua Lipa to Make Acting Debut in All-Star Spy Thriller 'Argylle' (англ.). The Hollywood Reporter (8 июля 2021). Дата обращения: 9 июля 2021. Архивировано 9 июля 2021 года.
20. ↑  Yossman, K.J. Henry Cavill, Samuel L. Jackson, Bryce Dallas Howard Among A-List Cast for Matthew Vaughn's Spy Thriller 'Argylle' (англ.). Variety (8 июля 2021). Дата обращения: 9 июля 2021. Архивировано 9 июля 2021 года.
21. ↑  Fleming, Mike Jr.; Kroll, Justin; Kroll, Justin. Apple Lands Matthew Vaughn's Star-Studded Spy Film 'Argylle' In Massive Package Deal (англ.). Deadline Hollywood (4 августа 2021). Дата обращения: 4 августа 2021. Архивировано 4 августа 2021 года.
22. ↑  Kit, Borys. Ariana DeBose Joins Henry Cavill in Matthew Vaughn's 'Argylle' (англ.). The Hollywood Reporter (30 сентября 2021). Дата обращения: 30 сентября 2021. Архивировано 16 октября 2021 года.
23. ↑  Bamigboye, Baz. Breaking Baz: Matthew Vaughn On The Thrills And Spills Of Making Argylle, Why Marv Films Is Not For Sale & How Claudia Schiffer Saved His Career (24 января 2024). — «insists it didn’t cost anywhere near the $200 million figure». Дата обращения: 31 января 2024. Архивировано 26 января 2024 года.
24. ↑  Daniels, Nia. Henry Cavill begins UK shoot on Apple spy thriller Argylle, from Matthew Vaughn (англ.). Kemps Film and TV Production Services Handbook (23 августа 2021). Дата обращения: 27 августа 2021. Архивировано 19 октября 2021 года.
25. ↑  Weintraub, Steve. John Cena on 'Vacation Friends,' Balancing the Crazy with Heart, and Matthew Vaughn's Spy Movie 'Argylle' (англ.). Collider (26 августа 2021). Дата обращения: 27 августа 2021. Архивировано 27 августа 2021 года.
26. ↑  issue one thousand two hundred sixty-one (англ.). Production Weekly (26 августа 2021). Дата обращения: 29 сентября 2021. Архивировано 29 сентября 2021 года.
27. ↑  Davids, Brian. Matthew Vaughn on The King's Man, the Future of Kingsman and Reuniting with Henry Cavill (англ.). The Hollywood Reporter (24 декабря 2021). Дата обращения: 26 декабря 2021. Архивировано 28 декабря 2021 года.
28. ↑  Hibberd, James. Why Henry Cavill Basically Already Is James Bond (англ.). The Hollywood Reporter (10 ноября 2021). Дата обращения: 17 ноября 2021. Архивировано 2 декабря 2021 года.
29. ↑  Rebecca Rubin. Matthew Vaughn’s ‘Argylle’ Sets 2024 Theatrical Release Date (англ.). Variety (15 июня 2023). Дата обращения: 15 июня 2023. Архивировано 15 июня 2023 года.
30. ↑  Apple Original Films’ “Argylle” to premiere on Apple TV+ on April 12, 2024 (амер. англ.). Apple TV+ Press. Дата обращения: 6 октября 2024.
31. ↑  Лорн Балф напишет музыку к фильму Мэттью Вона «Аргайл» (амер. англ.). Film Music Reporter (11 октября 2022). Дата обращения: 18 марта 2024. Архивировано 1 февраля 2023 года.
32. 1 2 3 4 5  Yossman, K. J. Композитору «Аргайла» Лорну Балфу пришлось полтора года хранить в тайне существование «Now and Then» Битлз: «Это Святой Грааль» (амер. англ.). Variety (3 февраля 2024). Дата обращения: 18 марта 2024. Архивировано 4 февраля 2024 года.
33. 1 2 3 4 5  Композитор «Аргайла», работавший над «Черной вдовой» и «Миссия невыполнима», о создании музыки для блокбастеров: «Веселая поездка» (англ.). People (20 февраля 2024). Дата обращения: 18 марта 2024. Архивировано 22 февраля 2024 года.
34. ↑  Композитор «Аргайла», работавший над «Черной вдовой» и «Миссия невыполнима», о создании музыки для блокбастеров: «Веселая поездка» (англ.). People (20 февраля 2024). Дата обращения: 18 марта 2024. Архивировано 22 февраля 2024 года.
35. ↑  Argylle (Soundtrack from the Apple Original Film), Apple Music (англ.), 2 февраля 2024, Архивировано 7 октября 2024, Дата обращения: 29 сентября 2024
36. 1 2  Argylle's Matthew Vaughn on Using The Beatles "Now and Then" (амер. англ.) (2 февраля 2024). Дата обращения: 30 сентября 2024. Архивировано 7 октября 2024 года.
37. ↑  Argylle Composer, Who Worked on Black Widow and Mission: Impossible, on Scoring Blockbusters: 'A Fun Ride' (Exclusive) (англ.). People.com. Дата обращения: 30 сентября 2024. Архивировано 22 февраля 2024 года.
38. ↑  Levitt, Barry (6 февраля 2024). 'Argylle' Owes The Beatles an Apology For Its Godawful Needledrop. The Daily Beast (англ.). Архивировано 7 октября 2024. Дата обращения: 29 сентября 2024.
39. ↑  Needledrop. After Sunset Music. Дата обращения: 6 октября 2024. Архивировано 7 октября 2024 года.
40. 1 2 3  Подробности альбома саундтрека 'Argylle' (амер. англ.). Film Music Reporter (25 января 2024). Дата обращения: 20 марта 2024. Архивировано 10 марта 2024 года.
41. ↑  Tangcay, Jazz. Послушайте сингл «Electric Energy» в стиле диско «Argylle» Арианы Дебос, Нила Роджерса и Боя Джорджа (амер. англ.). Variety (26 января 2024). Дата обращения: 20 марта 2024. Архивировано 19 марта 2024 года.
42. ↑  Tangonan, E. J. Аргайл зажигает с Боем Джорджем, Арианой Дебос и Нилом Роджерсом в музыкальном клипе на песню «Electric Energy» из фильма (амер. англ.). JoBlo (26 января 2024). Дата обращения: 20 марта 2024. Архивировано 26 января 2024 года.
43. ↑  Lund, Anthony. Генри Кавилл появляется с Брайаном Крэнстоном и Джоном Синой в Весёлом звёздном клипе Argylle для Electric Energy (англ.). MovieWeb (30 января 2024). Дата обращения: 20 марта 2024. Архивировано 20 марта 2024 года.
44. ↑  Argylle (Lorne Balfe/Various). Filmtracks.com. Дата обращения: 20 марта 2024. Архивировано 6 марта 2024 года.»
45. ↑  Zanobard. Argylle – Soundtrack Review (англ.). Zanobard Reviews (7 февраля 2024). Дата обращения: 20 марта 2024. Архивировано 14 февраля 2024 года.
46. ↑  Argylle – Lorne Balfe (амер. англ.). Soundtrack World (12 марта 2024). Дата обращения: 20 марта 2024. Архивировано 20 марта 2024 года.
47. ↑  ARGYLLE – Lorne Balfe (англ.). MOVIE MUSIC UK (13 февраля 2024). Дата обращения: 20 марта 2024. Архивировано 14 февраля 2024 года.»
48. ↑  Hammond, Pete. 'Argylle' Review: Sam Rockwell Steals Matthew Vaughn's Twisty Spy Thriller Lock, Stock And Barrel (амер. англ.). Deadline (31 января 2024). Дата обращения: 20 марта 2024. Архивировано 12 февраля 2024 года.
49. ↑  Oleksinski, Johnny. 'Argylle' review: Another Matthew Vaughn spy movie wipeout (амер. англ.). New York Post (1 февраля 2024). Дата обращения: 20 марта 2024. Архивировано 2 февраля 2024 года.